# Оскар Вільгельмссон
Оскар Вільгельмссон (швед. Oscar Vilhelmsson, нар. 2 жовтня 2003, Оса, Швеція) — шведський футболіст, нападник клуб «Гетеборг».

## Клубна кар'єра
Грати у футбол Оскар Вільгельмссон починав у своєму рідному місті у місцевому клубі аматорського рівня. У 2017 році він приєднався до футбольної академії клубу «Гетеборг». У серпні 2019 року Вільгельмссон зіграв свою першу гру в основі, вийшовши на заміну у кубковому матчі проти команди «Астріо» і вже в першому ж матчі відзначився забитим голом.
З початком сезону 2020 року Вільгельмссона почали залучати до тренувань з першою командою. У липні 2020 року футболіст дебютував у матчах Аллсвенскан. Нападник підписав з клубом контракт до 2023 року.

## Збірна
З 2019 року Оскар Вільгельмссон є гравцем юнацьких збірних Швеції.

## Досягнення
Гетеборг
 Переможець Кубка Швеції: 2019/20